# 巴勃罗·哈里略-埃雷罗
巴勃罗·哈里略-埃雷罗（1976年6月11日—）西班牙物理学家，出生于巴伦西亚，现任麻省理工学院Cecil和Ida Green物理学教授。
哈里略-埃雷罗1999年获得西班牙巴伦西亚大学物理学位。然后在加利福尼亚大学圣迭戈分校学习两年，并于2001年获硕士学位。2005年，他在荷兰代尔夫特理工大学获博士学位，并继续进行博士后研究。2006年赴哥伦比亚大学担任纳米研究计划研究员。2008年1月加入麻省理工学院，担任物理学助理教授，并获终身教职。2018年升为正教授。
2018年，哈里略-埃雷罗研发了一种新的二维平台，用于研究基于石墨烯云纹超晶格的强相关物理学。当两个石墨烯片以接近艾伦·麦克唐纳和拉菲·比斯特里策理论预测的魔角的角度扭曲时，在狄拉克点附近产生的平带结构会产生一个强相关的电子系统。他的研究表明，这种纯碳且没有外加磁场的系统具有电调谐的超导性。